# Musique au Mali
La musique du Mali est, comme celle de la plupart des nations africaines, ethniquement diversifiée, mais une influence prédomine : celle de l'ancien empire du Mali des Malinkés (de 1230 à 1600 environ). Les autres groupes ethniques incluent les Peuls (17%), les locuteurs des langues gours (12%), les Songhaï, les Touaregs et les Maures (10%).

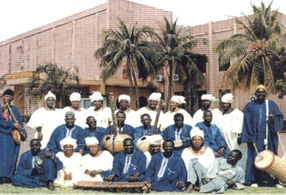
l'Ensemble instrumental National du Mali en 2008.

Salif Keïta, un malien d'origine noble qui est devenu chanteur, a popularisé l'afropop malinké, en adoptant des vêtements et des styles traditionnels. Les joueurs de kora Sidiki Diabaté et Toumani Diabaté ont également acquis une notoriété internationale, tout comme le guitariste songhaï/peul Ali Farka Touré et ses successeurs Afel Bocoum et Vieux Farka Touré, le groupe Touareg Tinariwen, le duo Amadou et Mariam et Oumou Sangare.
Mory Kanté a également connu un grand succès avec la musique malinké influencée par la techno.

## Hymne national
L'hymne national du Mali est Pour l'Afrique et pour toi, Mali. Après l'indépendance sous le président Modibo Keita, les orchestres ont été parrainés par l'État et le gouvernement a créé des orchestres régionaux. À partir de 1962, les orchestres ont participé aux Semaines Nationales de la Jeunesse annuelles qui se sont tenues à Bamako. Keïta a été renversé par un coup d'État en 1968 organisé par le général Moussa Traoré.
La plupart des actions de Keïta pour l'art ont été annulés, mais le festival « Semaines Nationales de la Jeunesse », rebaptisé « Biennale Artistique et Culturelle de la Jeunesse », a eu lieu tous les 2 ans à partir de 1970.
Les groupes notables de l'époque comprenaient le premier groupe de danse électrique, l'Orchestre National A, et l'Ensemble Instrumental National du Mali, composé de 40 musiciens traditionnels venant de tout le pays et étant toujours en activité aujourd'hui.
Le deuxième président du Mali, Moussa Traoré, a privilégié la musique cubaine au profit de la musique traditionnelle malienne.
A la fin des années 1980, le soutien public au gouvernement malien décliné et le soutien des louanges au statu quo et ses dirigeants politiques sont devenus démodés. L'ethnomusicologue Ryan Skinner a travaillé sur les relations entre musique et politique dans le Mali contemporain.

## Musique traditionnelle
Les peuples Malinké, Soninké, Dioula et Bambara sont au cœur de la culture malienne, mais la région de l'Empire du Mali s'est étendue loin au Nord dans le Mali actuel, où les peuples des touaregs et des maures perpétuent une culture désertique largement nomade. Dans l'est, les Songhaï, les Bozo et les Dogon prédominent, tandis que les Peuls, autrefois éleveurs nomades, se sont installés dans des parcelles à travers le pays et sont maintenant aussi souvent des villages et des villes, comme ils le sont sur une grande partie de l'Afrique de l'Ouest.